# Darío Sala
Darío Alberto Sala (*Córdoba, provincia de Córdoba, Argentina, 17 de octubre de 1974) es un exfutbolista argentino que jugaba de portero y su primer equipo fue San Lorenzo de Almagro.
Otros equipos en donde atajó fueron Talleres, Racing de Córdoba y Belgrano, obteniendo buenos rendimientos en las 3 instituciones. en 1999 pasaría a jugar a Los Andes, club en el cual lograría el ascenso a Primera ganando la final del reducido del Campeonato B Nacional 1999/2000 en el 2000 como figura del equipo.
Su carrera seguiría en España con el Xerez, luego pasaría a jugar en Independiente, Deportivo Cali, Newell's,  Arsenal de Sarandí, hasta llegar a retirarse del arco en el 2010 en el FC Dallas de la MLS .
Entre sus logros deportivos se encuentra el ascenso con Los Andes a Primera División en el año 2000, club donde es considerado como ídolo.

## Trayectoria

### Inicios
Comenzó su carrera en las divisiones inferiores de San Lorenzo de Almagro en 1995, siendo entrenado por Héctor Baley, arquero campeón de la Copa Mundial de 1978. Después de su corto paso por el club del Bajo Flores es fichado por Talleres De Córdoba, donde permaneció hasta 1996.

### Los Andes
Luego de un pequeño paso por Racing De Córdoba y Belgrano, la carrera de Sala tendría un gran momento cuando ficha en 1999 por Los Andes, equipo de Lomas De Zamora que militaba en la B Nacional en ese momento.
Con Los Andes logra el ascenso a Primera División en el 2000, ganando la promoción a Quilmes en el Nacional B 1999/2000 y siendo figura del equipo dirigido por Jorge Ginarte.
Anotó un gol contra Almagro en los cuartos de final por el segundo ascenso, y tuvo  una gran actuación en la semifinal contra el clásico rival, Banfield.

### River Plate
Gracias a sus actuaciones en el equipo "Milrayitas", Sala pasa a River Plate, permaneciendo hasta el 2001 en el "Millonario", dejando la institución por falta de continuidad.

### Xerez
Es fichado por el Xerez de España en 2001, convirtiéndose en el primer club fuera del país en que se desempeñaría.

### Independiente
En 2002 ficha en Independiente, donde militó sólo una temporada. Terminó emigrando a Deportivo Cali en la temporada siguiente.

### Deportivo Cali
Con la llegada a Deportivo Cali en 
julio de 2002, Sala logra jugar la Copa Libertadores, siendo eliminado por Cruz Azul en octavos de final. También se destacó un gol convertido de penal al América De Cali, clásico rival del Deportivo.
En 2004 deja el club de Colombia.

### Últimos años
Los últimos equipos de Sala fueron Newells en 2004, Jaguares De Chiapas, Arsenal De Sarandí en 2005 y FC Dallas de la MLS en 2006. En este último club jugó hasta su retiro en 2010.

## Actualidad
Se ha desempeñado como mánager del Jacksonville Armada FC, club al que llegó junto a un importante grupo inversor, el Sunshine Soccer Group.
Posteriormente trabajó como ayudante técnico de Gerardo Martino en la selección Argentina y en el Atlanta United de la Major League Soccer.
En 2019 se unió al cuerpo técnico de Gustavo Quinteros, para ser su ayudante en la Universidad Católica de Chile para afrontar el torneo local, la Copa Chile y la Copa Libertadores.
Estuvo presente en los festejos de los 100 años de su ex club Los Andes, donde recibió una conmemoración por su paso en Lomas y una ovación de los 30 000 hinchas que asistieron a la celebración.

## Reconocimientos
Sala es considerado como uno de los mejores arqueros que jugó en Los Andes, junto con un histórico como Norberto Menutti, y el más reciente Maximiliano Gagliardo.
También en el exterior tuvo reconocimiento, siendo elegido como mejor portero de la liga colombiana, en su paso por Deportivo Cali.
En toda su carrera pasó por un total de 13 clubes, incluyendo por tres de los cinco grandes del fútbol argentino.

## Clubes
| Club                   | País           | Año       |
| ---------------------- | -------------- | --------- |
| San Lorenzo de Almagro | Argentina      | 1992-1994 |
| Talleres de Córdoba    | Argentina      | 1995-1996 |
| Racing de Córdoba      | Argentina      | 1996      |
| Belgrano de Córdoba    | Argentina      | 1997-1998 |
| Los Andes              | Argentina      | 1999-2000 |
| River Plate            | Argentina      | 2000-2001 |
| Xerez                  | España         | 2001-2002 |
| Independiente          | Argentina      | 2002      |
| Deportivo Cali         | Colombia       | 2002-2003 |
| Newell's Old Boys      | Argentina      | 2004      |
| Jaguares de Chiapas    | México         | 2004-2005 |
| Arsenal de Sarandí     | Argentina      | 2005      |
| FC Dallas              | Estados Unidos | 2006-2010 |

## Palmarés
| Título             | Club      | País      | Año                |
| ------------------ | --------- | --------- | ------------------ |
| Primera B Nacional | Los Andes | Argentina | B Nacional 1999/00 |